# Петербургское общество любителей шахматной игры
Петербургское общество любителей шахматной игры — первый официально зарегистрированный шахматный клуб в России. Открыт 27 марта 1853 (устав утверждён 27.8.1852). Цель общества — «распространение вкуса к этой благородной и поучительной игре» (из устава). 
Секретарём общества был К. Яниш. Первоначально общество помещалось в доме Г. Кушелева-Безбородко на Гагаринской 
улице (ныне улица Фурманова, 24/1), из «шахматных вечеров» которого оно сформировалось; затем — в гостинице Демут на Мойке, 14, и на Конюшенной улице. Из-за высоких годовых взносов (15 рублей серебром) членами общества могли стать лишь состоятельные люди. Общество находилось под секретным наблюдением полиции. В обществе собиралось до 50 человек, среди них были шахматисты А. Петров, И. Шумов, братья Д. и С. Урусовы, В. Михайлов, А. Мясников, Н. Козлянинов и другие, писатели И. Тургенев, Л. Толстой, М. Салтыков-Щедрин, Я. Полонский, И. Панаев, Н. Ахшарумов и другие. В клубе состоялось чествование героя обороны Севастополя генерала Э. Тотлебена, ряд других общественных мероприятий. Устав общества дважды переиздавался (1854, 1858); устав 1858 имел важное значение для разработки единых правил игры и послужил образцом для составления ряда иностранных кодексов. Общество прекратило существование из-за недостатка средств (1860).